# Peñarrubia (Málaga)
Peñarrubia es un antiguo municipio español de la provincia de Málaga, perteneciente a la comarca de Guadalteba. El municipio también abarcaba, además de su núcleo de población, la barriada de Gobantes, junto a la estación de ferrocarril. Se encontraba situado al pie de la sierra que lleva su nombre, entre los municipios de Teba, Campillos y Ardales.

## Historia
Perteneció al Condado de Teba desde la conquista castellana. En 1857, se independizó de Teba pasando a tener término municipal propio, gracias a la cesión del territorio suficiente por parte del que fue municipio matriz. A partir de 1971, fue desalojado para construir el embalse de Guadalteba, dejando de ser municipio en 1973, y anexionándose su término municipal al de Campillos, aunque no faltó cierta disputa entre los municipios colindantes (Campillos, Antequera y Teba), dados los derechos históricos sobre el término municipal que, principalmente, alegaba el municipio de Teba. 
Tras el desalojo, las casas del municipio fueron derruidas para evitar las reocupación de las mismas, quedando sólo en pie la iglesia, el colegio y el cuartel de la Guardia Civil, que fueron usadas por la Confederación Hidrográfica del Sur. Posteriormente se procedió a la inundación del pueblo, que hoy yace en el fondo del embalse, junto a la barriada de Gobantes, donde se encontraba la estación de ferrocarril. Varias carreteras y un tramo de vía férrea también fueron inundados, y posteriormente, tuvieron que ser sustituidas por otras, construidas fuera del terreno ocupado por el embalse. 
La mayoría de los vecinos del pueblo, que rondaban los 1800, se mudaron a la barriada de Santa Rosalía en la capital malagueña, donde se les ofrecieron viviendas a precios económicos.

## Geografía humana

### Demografía
| Gráfica de evolución demográfica de Peñarrubia entre 1857 y 1970 |
| |
| Población de derecho según los censos de población del INE Población de hecho según los censos de población del INEEntre el censo de 1857 y el anterior, aparece este municipio porque se segrega del municipio 29089 (Teba) Entre el censo de 1981 y el anterior, este municipio desaparece porque se integra en el municipio 29032 (Campillos) |

### Economía
Como ocurría con la mayoría de los pueblos de la comarca, su economía estaba basada en la agricultura, en concreto, en el olivo y el trigo.

## Religión
Su patrona es la Virgen del Rosario, cuya imagen se encuentra actualmente en la barriada Santa Rosalía (en Málaga capital), y es llevada en romería cada cinco años desde allí.
También proviene de su iglesia la imagen de la dolorosa que se procesiona en la Semana Santa de Málaga, bajo el nombre de María Santísima de Nueva Esperanza, que tras el desalojo, fue a parar al obispado, y éste la cedió a la Iglesia de Santa Ana y San Joaquín, en la barriada de Nueva Málaga.

## Actualidad
El campanario resistió el paso de los años por encima del nivel del embalse hasta que hubo que derribarlo. En la actualidad, debido a las sequías, han quedado al descubierto, en varias ocasiones, los restos de la iglesia y el cementerio del pueblo.
En 2007, el joven licenciado en ciencias de la comunicación, Dioni Palacios, rodó un cortometraje sobre el desalojo de esta localidad llamado "Borrados del mapa", donde se muestra la vida de sus habitantes.
Los antiguos vecinos de este pueblo están ahora pendientes de revivir, en la barriada malagueña de Santa Rosalía, lo que antaño les sucediera en su Peñarrubia natal, ya que existe un proyecto de un puerto seco y un oleoducto que de nuevo les obligaría por decreto, al tratarse de un bien general, a emigrar de la zona.